# Gustav Krupp von Bohlen und Halbach
Gustav Krupp von Bohlen und Halbach (alemany: Gustav Georg Friedrich Maria Krupp von Bohlen und Halbach)  (la Haia, 7 d'agost de 1870 - Castle Blühnbach, 16 de gener de 1950) fou un diplomàtic i empresari de la indústria de l'acer alemanya, gestor del grup d'indústria pesant Krupp AG des del 1909 al 1941. Va ser processat en el Judici de Nuremberg per pràctiques esclavistes amb presos.

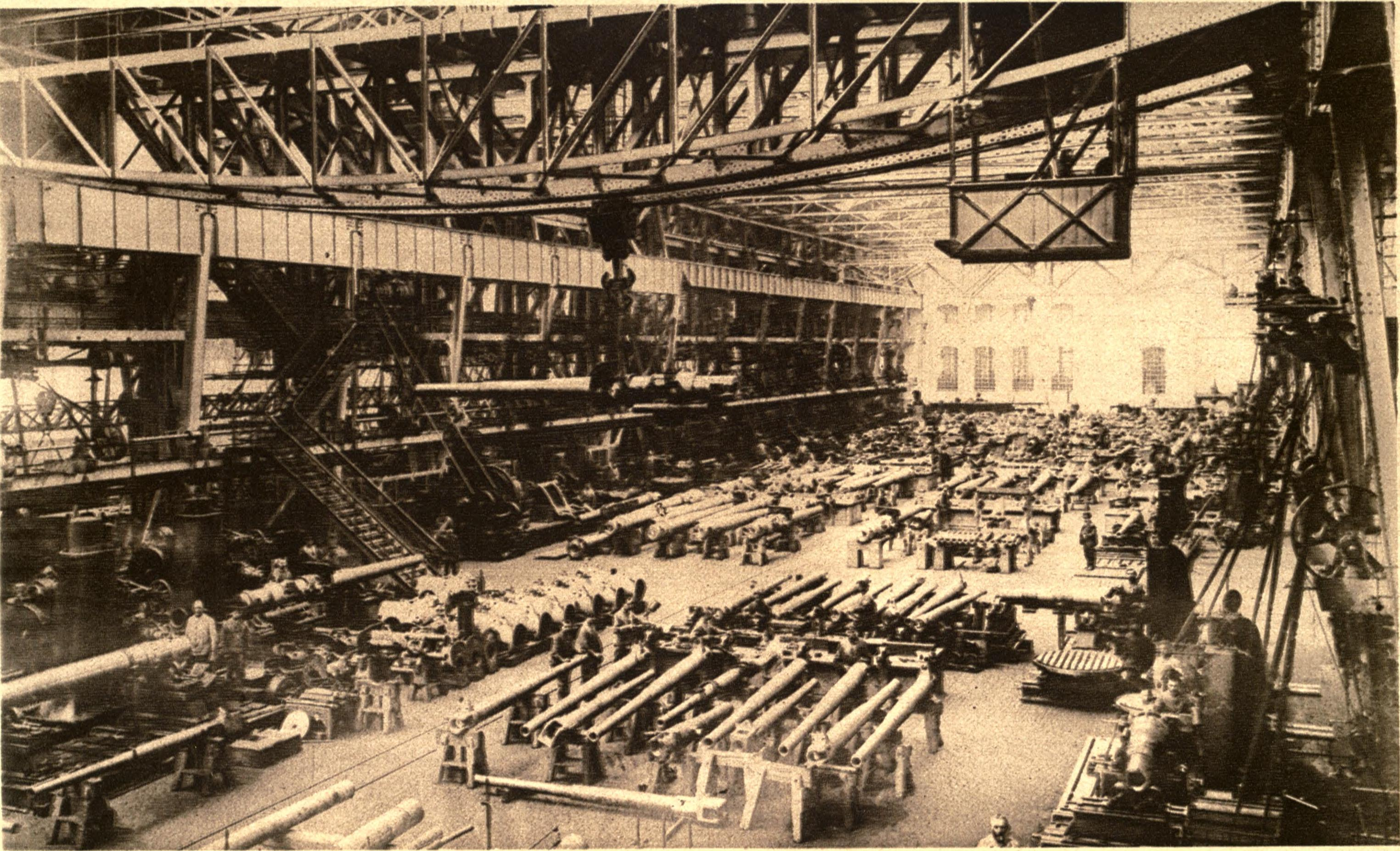
Factoria Krupp, on es fabricava artilleria per a l'exèrcit i l'armada alemanya.

Nascut com a Gustav von Bohlen und Halbach, era fill d'un diplomàtic alemany destinat a La Haia. Es va dedicar, igual que el seu pare, a la carrera diplomàtica i va estar destinat a Washington, Pequín i en la Ciutat del Vaticà. Es va casar amb Bertha Krupp, la qual havia heretat la companyia de l'acer el 1902 després del suïcidi del seu pare. La companyia Krupp AG era una de les empreses armamentistes i de l'acer més antigues del món.
Després del casament celebrat a 1906, el 1909 Gustav va adoptar el cognom de Krupp, rellevant a la seva esposa de qualsevol obligació en una època en la qual era impensable que una dona gestionés una empresa.
Durant la Primera Guerra Mundial, Krupp AG va tenir el monopoli de la fabricació d'armes pesants a Alemanya. En iniciar-se el conflicte l'empresa va perdre la majoria dels seus mercats exteriors, però els va compensar la forta demanda de l'estat alemany i els seus aliats en el conflicte.
Va obtenir grans beneficis i va ser durament criticat al seu país per això en finalitzar la guerra. Després del Tractat de Versalles (1919), cap empresa alemanya no podia tornar a fabricar armament, per la qual cosa Gustav va reestructurar la companyia i va diversificar la fabricació per a material pesat agrícola. No obstant això, va fabricar en secret material militar -peces d'artilleria - per a Suècia i els Països Baixos a través d'empreses subsidiàries. En la dècada de 1930, usant també empreses estrangeres subsidiàries, va iniciar la fabricació de carros de combat i submarins.
Es va oposar a l'arribada del nazisme fins que el 1933 els jerarques del Partit nazi el van ajudar a desfer-se dels combatius sindicats en les empreses del grup. Més tard va signar substanciosos contractes amb l'Alemanya nazi per al vertiginós programa de rearmament emprès per Hitler. A la Segona Guerra Mundial va mantenir en les seves empreses un gran nombre de mà d'obra esclava forçada de diferents països ocupats i de camps de concentració. Fins i tot va tenir indústries prop del camp de concentració d'Auschwitz.
Els seus problemes de salut a partir de 1939 el van portar a una paràlisi el 1941, i va lliurar el funcionament formal del negoci al seu fill Alfred Krupp el 1943. Tot i que va ser capturat per ser jutjat a Nuremberg, la seva prostració i senilitat van impedir-ne el processament.